# Accès multiple par répartition en fréquence
Pour les articles homonymes, voir AMRF et fréquence (homonymie).

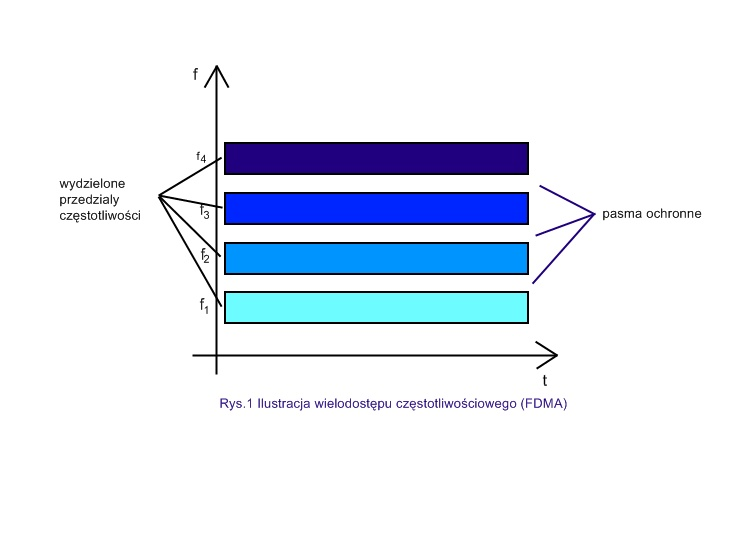
Accès multiple à répartition en fréquence (AMRF) demande d'abord de répartir les différentes fréquences disponibles entre les différents appareils

L’accès multiple par répartition en fréquence (ou AMRF, en anglais Frequency Division Multiple Access ou FDMA) est une technique de contrôle d'accès au support utilisée dans les premières générations de téléphonie mobile. Il utilise un découpage en bandes de fréquences de manière à attribuer dynamiquement une partie du spectre à chaque utilisateur (au minimum, une pour l'émission et une pour la réception).